# Улуг-хан
Алмас Бег, более известный под титулом Улуг-Хан (урду الغ خان‎) (умер около 1301/1302) — военачальник в армии своего брата, делийского султана Ала ад-Дина Хильджи. Он держал икту Баяна в современной Индии.
Улуг-Хан сыграл важную роль в восшествии Ала ад-Дина на делийский престол в 1296 году. Он убедил султана Джалал ад-Дина прибыть в Кара-Маникпур, где Ала ад-Дин убил своего дядю Джалал ад-Дина. Он осадил и захватил Мултан, где взял в плен и ликвидировал оставшихся в живых членов семьи Джалал ад-Дина.
В 1298 году Улуг-Хан отбил монгольское нашествие из Чагатайского ханства, что значительно повысило престиж Ала ад-Дина. В следующем году он вместе Нусрат-ханом совершил военный поход на богатую провинцию Гуджарат, получив огромное добычу для казны Ала ад-Дина. Он возглавлял подразделение в битве при Кили (1299) против монголов и командовал делийской армией на начальных этапах осады Рантхамбора (1301). Он умер через несколько месяцев после окончания кампании в Рантхамборе, хотя вымышленный рассказ «Ашика» Амира Хосрова предполагает, что он руководил войсками Ала ад-Дина Хильджи в более поздние годы.

## Ранняя жизнь
Улуг-Хан первоначально был известен как Алмас бег. Его отец Шихабуддин Масуд был старшим братом Джала ад-Дина, основателя и первого правителя династии Хильджи (1290—1296). Кроме своего старшего брата Ала ад-Дина (первоначально известного как Али Гуршасп), у него было ещё два брата Кутлуг Тигин и Мухаммад.
И Ала ад-Дин, и Улуг-Хан женились на дочерях своего дяди Джалал ад-Дина Хильджи. После того, как Джалал ад-Дин стал султаном Дели, Ала ад-Дин был назначен на пост Амир-и-Тузук (эквивалентно церемониймейстер), в то время как Алмас бег получил пост Ахур-Бек (эквивалентно шталмейстер).

## Роль в вознесении на престол Ала ад-Дина Хильджи
В 1291 году делийский султан Джалал ад-Дин назначил Ала ад-Дина наместником провинции Кара-Маникпур. В течение следующих нескольких лет Ала ад-Дин вынашивал план заговора с целью свержения своего дяди и тестя Джалал ад-Дина. В 1296 году Ала ад-Дин совершил разорительный набег на Девагири, но не передал награбленное Джалал ад-Дину в Дели. Вместо этого он вернулся в Кара-Маникпур, а затем послал письмо с извинениями Джалал ад-Дину. Улуг-Хан заверил Джалал ад-Дина, что его брат Ала ад-Дин верен ему, и убедил его посетить Кару и встретиться с Ала ад-Дином, сказав, что последний покончит с собой из чувства вины, если Джалал ад-Дин не простит его лично. Доверчивый Джалал ад-Дин посетил Кара-Маникпур, где Ала ад-Дин Хильджи приказал убить его 20 июля 1296 года.
Когда Ала ад-Дин Хильджи стал султаном Дели в 1296 году, он сделал своего брата барбегом с титулом Улуг-хана («Великий Хан»).

## Военная карьера
Улуг-Хан был способным полководцем и сыграл важную роль в военных завоеваниях Ала ад-Дина Хильджи. Согласно с Зия-уд-Дину Барани Ала ад-Дин однажды задумал основать новую религию и сравнил своих четырёх полководцев (Улуг, Нусрат, Зафар и Алп) к первыми четырьмя арабскими халифами, преемниками Мухаммада.

### Осада Мултана
Узурпировав султанский трон Дели, Ала ад-Дин Хильджи решил уничтожить оставшуюся в живых семью Джалал ад-Дина. В ноябре 1296 года он послал 30-40-тысячную армию под предводительством Улуг-Хана и Зафар-Хана на Мултан, которым управлял сын Джала ад-Дина Аркали-Хан. Потерпев поражение, лидеры обороняющихся сил покинули Аркали-Хана и перешли на сторону делийского султана после двух месяцев осады.
Аркали-Хан и его младший брат Рукн-уд-Дин Ибрагим-шах посетили лагерь Улуг-Хана, чтобы договориться о перемирии. Улуг-Хан принял их с достоинством и обещал не причинять им вреда. Однако, заняв Мултан, он не сдержал этого обещания и заключил в тюрьму их самих, членов их семей и их верных офицеров. Позднее пленники были ослеплены и/или убиты Нусрат Ханом по приказу Ала ад-Дина.

### Победа над монголами (1298)
Зимой 1297 года монголы из Чагатайского ханства совершили поход на Пенджаб, продвигаясь до Касура. Ала ад-Дин отправил Улуг-Хана (возможно при поддержке Зафар Хана), чтобы отразить продвижение монголов. По словам делийского придворного Амира Хосрова Улуг-Хан преодолел расстояние в два марша за один день, чтобы встретиться лицом к лицу с монголами, и достиг берегов реки Сатледж 6 февраля 1298 года. Там он приказал своим солдатам переправиться через реку Сатледж без лодок и нанес сокрушительное поражение монголам. Хосров утверждает, что 20 000 монголов были убиты в битве, и ещё больше было убито в Дели после того, как их привезли туда в качестве пленников. Эта победа повысила престиж Ала ад-Дина и укрепила его положение на делийском троне.

### Гуджарат
В начале 1299 года Ала ад-Дин послал войско во главе с Улуг-Ханом и Нусрат Ханом для вторжение в Гуджарат, где правила индуистская династия Вагхела. Согласно джайнскому хронисту Джинапрабхе Сури, войска Улуг-Хана разгромили армию обороняющегося царя Карна около Асапалли (в настоящее время Ахмедабад). Карна бежал с поля боя, после чего армия Улуг-Хана основательно разграбила богатый город Анахилавада (Патан). Согласно Джинапрабхе, Улуг-Хан и Нусрат-Хан разрушили сотни других городов, включая Асапалли, Ванхали и Сурат. Они также разграбили несколько монастырей, дворцов и храмов. Этот рассказ подтверждают и мусульманские хронисты Зия-уд-дин Барани и Исами.
Делийская армия покинула Гуджарат с огромным богатством и несколькими пленными. Во время привала рядом Джалором, Улуг-Хан и Нусрат-Хан наказали некоторых солдат за то, что они не отпустили кхумс (одна пятая часть добычи) в султанскую казну. Это привело к мятежу, главным образом со стороны монгольских (могольских) солдат, которые недавно приняли ислам. Мятежники убили секретаря Улуг-Хана и брата Нусрат-Хана Малика Айззудина. На следующий день около двух-трех тысяч из них атаковали лагерь Улуг-Хана. Нападавшие ошибочно приняли племянника Ала ад-Дина за Улуг-Хана и убили его. Улуг-Хан, который находился в уборной в момент нападения бежал в шатер Нусрат-хана, где собрались верные ему воины и заставили мятежников отступить. После того как армия достигла Дели, члены семей мятежников были подвергнуты суровым наказаниям.

### Битва при Кили
Пока Улуг-Хан и Нусрат-Хан находились в Гуджарате, Зафар-Хан отразил монгольское вторжение в Синд. Эта победа утвердила репутацию Зафар-Хана как блестящего полководца и, по словам почти современного летописца Зия уд-Дина Барани, заставила Ала ад-Дина и Улуг-Хана ревновать к вновь обретенной славе Зафар-Хана. Барани также утверждает, что оба брата планировали ослепить или отравить Зафар-Хана. Историк Банарси Прасад Саксена сомневается в правдивости утверждений Барани.
В битве 1299 года при Кили против монголов Улуг-Хан возглавил подкрепление делийской армии. Во время битвы Зафар-Хан напал на монгольский отряд без разрешения Ала ад-Дина и был убит, нанеся монголам тяжелые потери. Согласно историку XVII века Хаджиуддабиру Зафарул-Вали, Улуг-Хан не пришёл на помощь Зафар-Хану, потому что сохранял к нему недоброжелательность. В конце концов монголы отступили с поля боя.

### Осада
В 1299 году Хаммирадева, чахаманский правитель Рантхамбора, предоставил убежище монгольским беглецам, которые возглавили мятеж против Улуг-Хана в Джалоре. Улуг-Хан, который был губернатором баяны вблизи Рантхамбора, призвал Хаммиру убить этих беглецов как дружественного правителя или противостоять вторжению. Когда Хаммирадева отказалась убить или выдать беглецов, Ала ад-Дин приказал Улуг-Хану вторгнуться в Рантхамбор в 1301 году.
Улуг-Хан подошёл к реке Банас, где он победил и убил генерала Хаммиры Бхимасимху. Впоследствии делийская армия потерпела поражение на горном перевале под названием Хиндувата. Ала ад-Дин направил Нусрат-Хана в поддержку Улуг-Хана, и усиленная делийская армия снова двинулась к Рантхамбору. По словам Хамиры Махакавьи, на этот раз Улуг-Хан сделал вид, что идет договариваться о перемирии с Хаммирадевой, и поэтому Хаммира позволил ему пересечь горный перевал Индувата. Армия Дели захватила Джайн а затем добрался до Рантхамбора, где во время осады был убит Нусрат-Хан. Воспользовавшись трауром в лагере захватчиков, армия Хаммиры напала на них и вынудила Улуг-Хана отступить к Джайну.
Когда Ала ад-Дин узнал о поражении Улуг-Хана, он лично повел более сильную армию в Рантхамбор. В то время как он был в Рантхамборе, офицер по имени Хаджи Маула взял под свой контроль Дели, побудив Ала ад-Дина послать своего генерала Малика Хамидуддина в Дели. Несколько дней спустя Ала ад-Дин получил известие, что Хаджи Маула назначил потомка Илтутмиша Алави марионеточным монархом в Дели. Затем Ала ад-Дин послал Улуг-Хана в Дели. К тому времени, когда Улуг-Хан достиг Дели, Хамидуддин уже подавил восстание. Улуг-хан приказал убить всех уцелевших мятежников. Внуки бывшего хозяина Хаджи Маулы Фахруддина также были убиты, хотя они не принимали никакого участия в восстании.
Ала ад-Дин захватил крепость в июле 1301 года и передал её под опеку Улуг-Хана. Однако местное население так ненавидело Улуг-Хана, что он решил не выходить за пределы предместий Рантхамбора.

## Последние дни
После завоевания Рантхамбора в 1301 году делийский султан Ала ад-Дин приказал Улуг-Хану готовиться к походу на столицу династии Какатия Варангал. Улуг-хан собрал большую армию, но через несколько месяцев умер.
По словам хрониста XIV века Зия-уд-дина Барани, его смерть сильно удручила делийского султана Ала ад-Дина, который пожертвовал много денег на благотворительность для спасения его души. Однако хронист Барани Исами утверждает, что Ала ад-Дин приказал убить Улуг-хана путём отравления. Во время похода Ала ад-Дина на Рантхамбор его племянник Акат-Хан пытался убить его. Когда Ала ад-Дин потерял сознание, Акат-Хан ошибочно решил, что он мёртв, и распространил эту новость. Согласно рассказу Исами, слуга Ала ад-Дина сообщил султану, что, услышав эту новость, Улуг-Хан заявил, что готов занять освободившийся трон. Это заставило Ала ад-Дина заподозрить Улуг-Хана, что привело к его убийству. Хронист XVI века Хусам-Хан в своей книге «Табакат-и-Бахадур Шахи» также приписывает смерть Улуг-Хана отравлению, и это утверждение повторяет более поздний летописец Хаджи-уд-Дабир.
Историк Банарси Прасад Саксена отвергает рассказ Исами как ложный. Однако Кишори Саран Лал считает, что, учитывая темперамент Ала ад-Дина, вполне возможно, что он убил своего брата.
В 1304 году Ала ад-Дин послал ещё одну армию в Гуджарат и присоединил его к Делийскому султанату. Согласно Амиру Хусрову, который имеет мало исторической ценности, Улуг-Хан возглавил это вторжение. Однако это утверждение имеет сомнительную точность и не подтверждается другими источниками. Исами называет командира второй гуджаратской кампании Маликом Джитамом, а не Улуг-Ханом. Историк XVI века Фиришта также предполагает, что Улуг-Хан был уже мëртв к этому времени. Текст XVIII века Мират-и-Ахмади утверждает, что Улуг-хан правил Гуджаратом в течение 20 лет, а затем был казнён в результате заговора Малика Кафура. Однако автор явно спутал Алп-Хана с братом Ала ад-Дина Улуг-Ханом.